# Nina Boyle
Nina Boyle, nacida como Constance Antonina Boyle (Bexley, 1865-Londres, 1943) fue una periodista británica, activista por el sufragio femenino y los derechos de la mujer, trabajadora de caridad y bienestar, y novelista. Una de las pioneras de las mujeres oficiales de policía en Gran Bretaña. En abril de 1918, fue la primera mujer en presentar una nominación para presentarse a las elecciones a la Cámara de los Comunes, lo que allanó el camino para otras candidatas en las elecciones generales de diciembre de 1918. 

## Biografía
Boyle nació en Bexley, Kent, descendiente de los Condes de Glasgow a través de su padre, Robert Boyle (1830-1869), quien fue capitán de la Royal Artillery y el hijo menor de David Boyle, Lord Boyle. Su madre, Frances Sydney Fremoult Sankey, era hija de un médico. Nina Boyle nunca se casó y no tuvo hijos. 

### Trayectoria

#### Liga de la Libertad de las mujeres Women's Freedom League
Dos de los hermanos de Boyle sirvieron en la Guerra de los bóer mientras ella vivía en Sudáfrica trabajando en un hospital y como periodista. Mientras estuvo en Sudáfrica, también comenzó a interesarse en los derechos de las mujeres y fundó la Liga de Derechos de las Mujeres de Johannesburgo.
En 1911 regresó a Gran Bretaña y, basándose en sus experiencias en Sudáfrica, activó la Liga de Inteligencia Colonial para Mujeres Educadas, encabezada por Elena del Reino Unido, una hija de la reina Victoria. La Liga se creó con el objetivo de ayudar a las mujeres que habían recibido una buena educación formal a hacer uso de sus habilidades donde de otro modo podrían ser ignoradas: en los territorios británicos y una vez que hubieran regresado a casa. Boyle tenía opiniones radicales sobre cómo se podría mejorar la posición de las mujeres en la sociedad. Pronto se asoció con la Women's Freedom League (WFL) junto con otras sufragistas conocidas, como Charlotte Despard, Teresa Billington-Greig, Edith How-Martyn y Margaret Nevinson. Boyle fue elegida miembro del comité ejecutivo de la WFL y se convirtió en uno de sus principales oradoras representantes. En 1912, fue su secretaria. La WFL era una organización disidente de la Unión Social y Política de las Mujeres (WSPU), formada en 1907. La WFL se separó de WSPU debido al control cada vez más personal de la familia Pankhurst sobre la WSPU y las tácticas violentas utilizadas por la WSPU. El WFL prefirió la desobediencia civil y las campañas tradicionales. En 1912, Boyle se convirtió en jefa del departamento político y militante de la WFL. Continuó su periodismo, publicando muchos artículos en el periódico de la WFL, The Vote y empleando a Edith Watson como corresponsal judicial de campaña. Boyle y Watson argumentaron contra las injusticias del sistema legal dominado por hombres, manifestaron que las mujeres víctimas debían ser atendidas por mujeres policías ya que los tribunales debían darse cuenta de que no pueden esperar que las mujeres y las niñas den testimonio en un tribunal que está lleno de hombres. Watson comenzó a documentar prácticas desleales, registró los delitos de violación, agresión sexual e incesto en una columna, irónicamente, bajo el título de "El sexo protegido". Watson continuó durante tres años comparando las sentencias con las dictadas por pérdida o daño a la propiedad. En 1913 escribió el libro El tráfico de mujeres: hechos y cifras indiscutibles para la Liga.
Boyle lideró campañas y manifestaciones de la WFL. Fue arrestada en varias ocasiones más y encarcelada tres veces. También protestó por las condiciones en las que ella y un compañero sufragista fueron llevados a prisión después de ser arrestados por obstrucción en 1913 y sentenciados a 14 días de prisión. La camioneta de la prisión contenía hombres que hacían gestos y comentarios lascivos. En 1914, antes del estallido de la guerra y el cese de la militancia sufragista, Boyle y Watson fueron al Tribunal de Magistrados de Marlborough Street y realizaron una protesta más militante. Watson fue uno de los arrestados por encadenarse a las puertas del tribunal.

#### Primera Guerra Mundial
Como resultado de su experiencia a manos de la policía y dentro del sistema de justicia penal, y de acuerdo con la política de WFL sobre igualdad de oportunidades de empleo, Boyle inició una campaña para que las mujeres se convirtieran en agentes especiales. Esta campaña coincidió con el estallido de la Primera Guerra Mundial en 1914 y la convocatoria de voluntarios para el esfuerzo bélico que Boyle deseaba que las mujeres lo hicieran tanto como a los hombres. Cuando la solicitud fue denegada oficialmente, Boyle, junto con Margaret Damer Dawson, una rica filántropa defensora de los derechos de las mujeres, establecieron la primera fuerza policial de mujeres voluntarias, las Mujeres Voluntarias de la Policía (WPV). Sin embargo, en febrero de 1915, Boyle se separó de la organización por el uso de la WPV para imponer un toque de queda a las mujeres de "carácter relajado" cerca de una base de servicio en Grantham.
A fines de 1916, Boyle fue a Macedonia y Serbia en servicio hospitalario. Realizó otros trabajos de socorro de guerra en los Balcanes, por lo que recibió la Orden Samaritana de Serbia. y la Medalla Aliada. Después de la Revolución rusa, viajó a Rusia con su compañera sufragista Lilian Lenton, una experiencia que la convertiría en una anticomunista de por vida.

#### Elección parcial de Keighley
En marzo de 1918, el diputado liberal de Keighley en el West Riding de Yorkshire, Swire Smith, murió, provocando la elección de elecciones parciales. Aunque las mujeres mayores de treinta años habían ganado el voto en 1918, existían algunas dudas sobre si las mujeres eran elegibles para presentarse al Parlamento del Reino Unido. Boyle dio a conocer su intención de presentarse como candidata de la WFL en Keighley y, si se negaba, llevar el asunto a los tribunales para una decisión definitiva. Tras algunas consideraciones legales, el escrutador declaró que estaba dispuesto a aceptar su nominación, estableciendo así un precedente importante para las candidatas. Sin embargo, dictaminó que sus documentos de nominación no eran válidos por otros motivos: uno de los firmantes de su nominación no estaba en el censo electoral y otro vivía fuera del distrito electoral. Si bien Boyle, por lo tanto, no apareció en la papeleta de votación, reclamó una victoria moral para el derecho al sufragio de las mujeres. Se pidió a los Lores de la Ley que consideraran el asunto y concluyeron que la gran Ley de reforma de 1832 había prohibido específicamente a las mujeres presentarse como candidatas parlamentarias. La Ley de Representación del Pueblo aprobada a principios de año no cambió eso.
El Parlamento aprobó apresuradamente la Ley del Parlamento (Calificación de la Mujer) de 1918 a tiempo para permitir que las mujeres se presentaran a las elecciones generales de diciembre de 1918.La ley constaba de solo 27 palabras operativas y es el estatuto más breve del Reino Unido.

"Una mujer no debe ser descalificada por sexo o matrimonio por ser elegida o sentada o votada como miembro de la Cámara de los Comunes del Parlamento"

#### En la posguerra
Después de 1918, Boyle permaneció activa en varias organizaciones de mujeres. Hizo campaña o se dirigió a reuniones en nombre del Unión Nacional de Mujeres Docentes, el Comité Electoral de Mujeres, el Open Door Council que tenía como objetivo eliminar las barreras protectoras que restringían las oportunidades de empleo de las mujeres y organizaciones preocupadas por el bienestar de las mujeres y niños en países en desarrollo. Además participó activamente en el Save the Children Fund (SCF), y en 1921 fue a la URSS para trabajar en un programa de ayuda a la hambruna de SCF. Utilizó su puesto en el SCF para plantear el tema de la esclavitud sexual y la trata de mujeres para la prostitución. 
Pronunció muchos discursos como representante de SCF y escribió artículos frecuentes para publicaciones de SCF, así como el libro What is Slavery? An Appeal to Women, publicado en Croydon en 1931 por HR Grubb. También apoyó el trabajo de la Asociación para la Higiene Moral y Social, una organización que hizo campaña contra la explotación de las mujeres prostituidas y su bienestar.
Después de la guerra y la conquista de los derechos políticos de las mujeres, Boyle, como muchas ex sufragistas, se acercó políticamente hacia la derecha, aunque no en la misma medida que su exasociada Mary Allen, que se convirtió en miembro de la Unión Británica de Fascistas.  
Boyle fue una de las oradoras en la reunión de la Unión del Imperio Británico antialemán y antiinmigrante (BEU) en 1921, y compartió una reunión con Margaret Lloyd George más tarde ese año.
En la elección parcial para la División de la Abadía de Westminster celebrada el 25 de agosto de 1921, habló a favor del candidato conservador victorioso, John Sanctuary Nicholson.
Durante la Segunda Guerra Mundial, también participó activamente en la Asociación Never Again, un organismo similar al BEU que hizo campaña por el desmembramiento de Alemania y la expulsión de Gran Bretaña de todas las personas nacidas en los países del Eje en la Segunda Guerra Mundial.

#### Muerte y legado
Boyle murió el 4 de marzo de 1943, a la edad de 77 años en un asilo de ancianos en 99 Cromwell Road, Londres. 
Fue incinerada en Golders Green el 9 de marzo.

## Obras
Aparte de sus publicaciones periodísticas y relacionadas con campañas, Boyle escribió principalmente novelas de aventuras o de misterio.Aunque no fueron aclamados por la crítica, muchos presentaban personajes femeninos fuertes y capaces y eran lo suficientemente populares como para merecer una publicación continua. 
- Out of the Frying Pan - Allen and Unwin, London 1920
- What Became of Mr Desmond - Allen and Unwin, London 1922
- Nor All Thy Tears - Allen and Unwin, London 1923
- Anna's - Allen and Unwin, London 1925
- Moteley's Concession: A Tale of Torronascar - Allen and Unwin, London 1926
- The Stranger Within the Gates - Allen and Unwin, London 1926
- The Rights of Mallaroche - Allen and Unwin, London 1927
- Treading on Eggs - Stanley Paul & Co., London 1929
- My Lady's Bath - Stanley Paul & Co., London 1931
- The Late Unlamented - Stanley Paul & Co., London 1931
- How Could They? - Stanley Paul & Co., London 1932
- Good Old Potts! – Stanley Paul & Co., London 1934

## Premios y reconocimientos
Después de su muerte, el Bedford College ofrecía un premio en memoria de Nina Boyle al mejor ensayo sobre un tema relacionado con la posición y el trabajo de la mujer. Ahora es ofrecido por Royal Holloway, Universidad de Londres (que se fusionó con Bedford College) a estudiantes en los departamentos de Historia o Política Social.